# Forsand

Wappen der Kommune Forsand

Forsand ist ein Ort und eine ehemalige Kommune im norwegischen Fylke Rogaland. Die Kommune war flächenmäßig eine der größten in Rogaland mit einer der geringsten Bevölkerungsdichten. Im Zuge der Kommunalreform in Norwegen wurde Forsand zum 1. Januar 2020 mit Sandnes zusammengelegt.
Auf einer Fläche von 772 km² lebten 1193 Einwohner (Stand: 1. Januar 2019). Die Kommunennummer war 1129.

## Geschichte
In Forsandmoen sind Reste eines Dorfes vom Ende des älteren Eisenzeitalters gefunden worden. Dort wurde ein Besucherzentrum und das Landa Museumsdorf mit Kopien von Häusern aus der Eisenzeit und Bronzezeit eingerichtet. Man glaubt, dass hier bereits zirka 1500 v. Chr. bis etwa 600 n. Chr. Menschen gelebt haben.

## Geographie
Ein paar Kilometer von Landa liegt eine Endmoräne am Südende des Sees Haukalivatn. Durch diese Moräne ist etwa um 1823 Bergprofessor Jens Esmark zu der Theorie inspiriert worden, ganz Skandinavien sei vom Eis bedeckt gewesen.
Als bekannte Sehenswürdigkeit lag der Preikestolen in der Kommune Forsand. Es handelt sich um ein Felsplateau, das ca. 600 m über dem Lysefjord liegt. Der lokale Name ist Hyvlatånnå. Der Lysefjord ist lang und schmal mit steilen Seiten und wurde seinerzeit von Jules Verne als besonders furchteinflößend geschildert. Der Name rührt von den hellen Granitfelswänden her.
Ein anderes imposantes Felsmassiv ist der Kjerag, der etwa 1000 m steil über den Lysefjord aufsteigt.

## Wirtschaft
Landwirtschaft und Energieproduktion sind die wichtigsten Wirtschaftszweige.

## Bilder

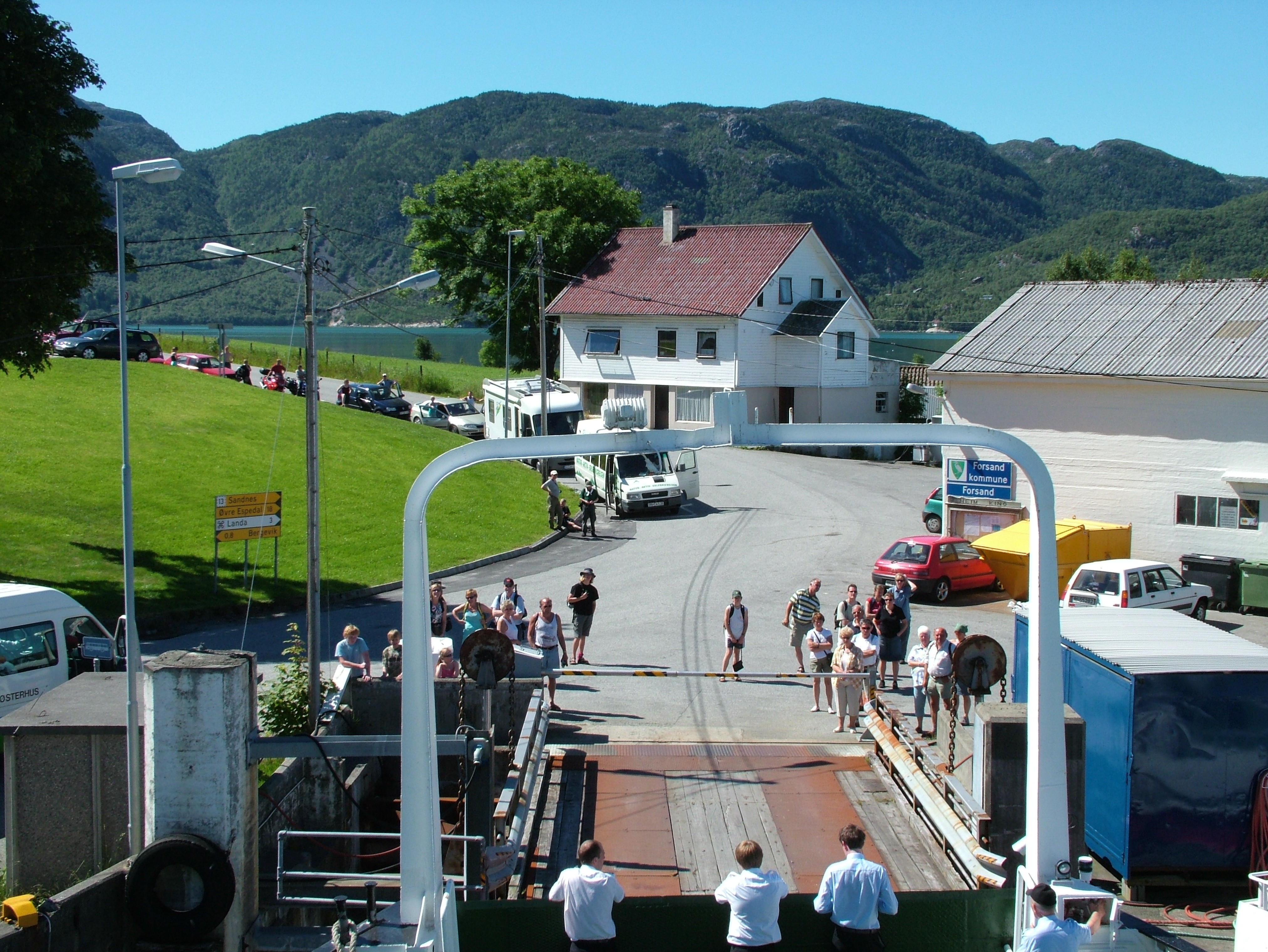
Fähranleger in Forsand
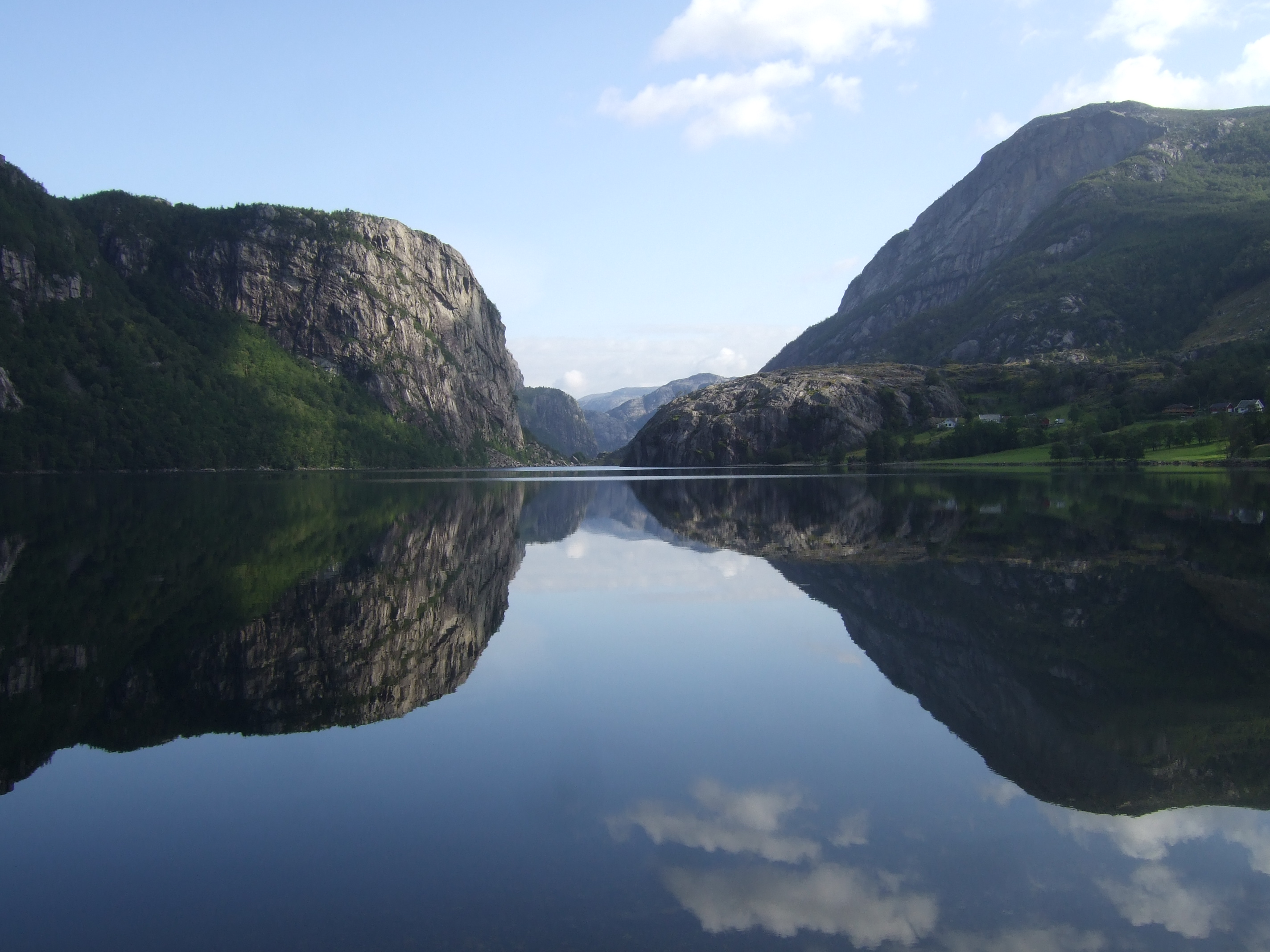
Spiegelungen der Berge im Haukalivatnet im Morgenlicht. Der Haukalivatnet befindet sich südlich des Lysefjords etwa 2 km hinter dem Landa-Museum.
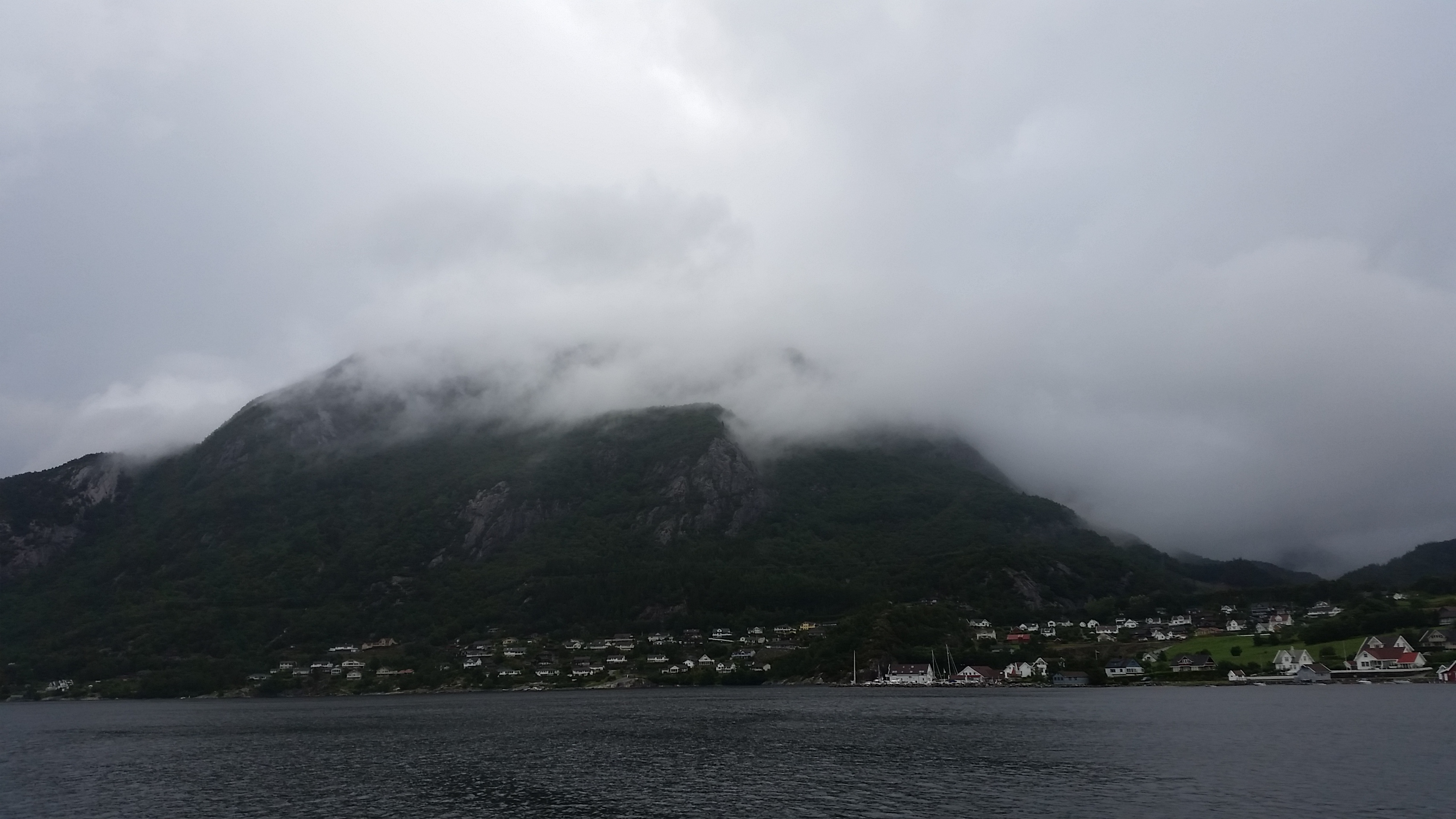
Forsand vom Lysefjord aus